# Cereus tacuaralensis
Cereus tacuaralensis es una especie de la familia Cactaceae endémica de  Bolivia en Santa Cruz. Actualmente es sinónimo de Cereus stenogonus.

## Descripción
Cactus de crecimiento arbóreo de hasta 5 m de altura con tallos de 12 cm de diámetro, tiene 4 costillas con 2 espinas centrales de 3 a 6 cm de largo y 4 radiales de 1,5 a 3,5 cm. Las flores de 22 cm de longitud son de color blanco y el fruto, púrpura, alcanza los 8 cm, las semillas son negras. Se reproduce por semillas o esquejes.

## Taxonomía
Cereus tacuaralensis fue descrita por Martín Cárdenas (botánico) y publicado en Cactus (Paris) 80–81: 19. 1964.
Etimología
Cereus: nombre genérico que deriva del término latíno cereus = "cirio o vela" que alude a su forma alargada, perfectamente recta".
tacuaralensis: epíteto